# Church Lawford
Church Lawford – wieś w Anglii, w hrabstwie Warwickshire, w dystrykcie Rugby. Leży 21 km na północny wschód od miasta Warwick i 128 km na północny zachód od Londynu.